# Inka Rybářová
Inka Rybářová (* 25. dubna 1965 Ústí nad Orlicí), rodným jménem Ilona Hornychová, česká zpěvačka, textařka, hudební skladatelka, spisovatelka, moderátorka, herečka a scenáristka. Ve své hudební kariéře se zaměřila hlavně na dětské publikum. V roce 2001 až 2009 se pravidelně umisťovala v kategorii Top 50 zpěvaček Českého slavíku Mattoni .

## Biografie
Dětství prožila Inka v obci Mistrovice v Orlických horách. Dědeček, otec i matka byli učitelé. Učila se hrát na klavír a kytaru. Po přestěhování do Kladna chodila do LŠU na hodiny sólového zpěvu, herectví, tance a rytmiky. Vystudovala Gymnázium v Kladně, v Praze konzervatoř a Pedagogickou fakultu UK.
Od 14 let sama připravovala v Kladně pravidelné pořady pro děti Hrátky, v 15 letech začala zpívat s hotelovou skupinou Václava Škváry a zúčastňovat se pěveckých soutěží Mladá píseň Jihlava, Rosiana atd. Jako studentka 3. ročníku SŠ vyhrála 1. místo v celostátní československé soutěži SOČ s prací Všechny děti jsou naše. V roce 1986 začala pracovat v Domě čs. dětí na Pražském hradě jako programová pracovnice a připravovat pořady pro děti všech věkových kategorií. V té době začala brigádně pracovat jako reportérka Čs. rozhlasu Mikrofórum – Juniorzóna. V roce 1989 se stala redaktorkou a dramaturgyní nově vznikající umělecké agentury M-ART, zaměřené na vyhledávání nových talentovaných umělců. Po revoluci nastoupila na místo scenáristky v TV Prima. Svým dětským hlasem natočila v režii Jiřího Horčičky pro ČR1 pohádku Modrý pták a nadabovala řadu animovaných filmů pro děti. Příležitostně spolupracovala s Zdeňkem Matejčkem. S Upírem Krejčím v roce 2012 natočili a odvysílali celou roční sérii zábavných televizních kabaretů Up.Paráda. Manžel Zdeněk Rybář je herec a doprovází ji jako jevištní partner, který s ní tvoří zábavnou moderátorskou dvojici Inka a klaun Rybička.
Mnoho projektů Inka připravuje sama a realizuje je pod vlastní agenturou Dendy. V roce 2003 se svým manželem odúčinkovali přes 280 pořadů. Její literární i hudební tvorba se stala  součástí vzdělávacího programu českého školství a stále připravuje další novinky v knižní, hudební i jevištní podobě.
Na soutěži Schoolovision, která každoročně probíhá ve Skotsku se Česká republika 2x umístila na 1. místě s písničkami „Hejkal“ v roce 2011 a "Mek, mek, medů" v roce 2014 od Inky Rybářové (bylo zapojeno 41 států Evropy).

## Tvorba
Inka je představitelka hudebního stylu Baby POP, založeného na moderním psychologickém přístupu k vývoji dítěte. Dbá se v něm na rytmus vyhovující dětem k realizaci dětského tance, na poučnost děje textu a srozumitelnost slov, na nevulgární vyjadřování a na citový dopad na výchovu. Inka vydala sedm CD pro  nejmenší, kde je autorkou hudby i textu: Písničky ze země dětí, Hop sem – hop tam, Město klaunů, Haló, haló, Cukrárna písniček, Zlatá rybka, Námořnický bál.
Dále otextovala i CD Já jsem já  zpěvačce L. Kosinové k písničkám o lásce, citech a snech.
Pro děti píše od roku 2009 pohádky do časopisu Báječná školka a pod vydavatelstvím Albatros – Portál následně vydala 4 knihy těchto pohádek Matýsek a Majdalenka (2011 – 2015). Dále vydala obrázkový zpěvník Zpíválek s notami, akordy a texty. Její pracovní listy Hrátky s Inkou 1. a 2. díl pomáhají dětem ve vývoji motoriky, psaní a logického přemýšlení.

## Jiné aktivity
Organizuje také petice (např. na podporu Klokánku, za zvýšení trestní sazby za brutální týrání dětí) či sbírku na léky pro Stáníka proti spinální svalové atrofii.